# Tullos
Tullos – miasto w Stanach Zjednoczonych, w stanie Luizjana, w parafii La Salle.